# Sphaeropleaceae
Sphaeropleaceae, porodica zelenih algi u redu Sphaeropleales. Ime je dobiloa po rodu Sphaeroplea kojemu pripada 8 priznatih vrsta, od ukupno 24 u cijeloj porodici.

## Rodovi
1. Ankyra Fott, 6
2. Atractomorpha L.Hoffman, 2
3. Characiopodium G.L.Floyd & Shin Watanabe, 5
4. Radiofilum Schmidle, 3
5. Sphaeroplea C.Agardh, 8